# Per amore mio
Per amore mio è un album di Roberto Vecchioni pubblicato nel 1991.
Il disco è dedicato al personaggio Sancho Panza del Don Chisciotte della Mancia di Miguel de Cervantes: prerogativa di Vecchioni è prendere un personaggio storico o letterario e maneggiarlo a suo piacimento; era toccato ad Alessandro Magno in “Milady”, tocca qui a Sancho Pancia.
Album molto variegato e qua e là addirittura rockeggiante, ai consueti brani d’amore si aggiungono qui parole per gli amici, i figli e i compagni di percorso. 
Riscuote un buon successo commerciale, arrivando fino alla terza posizione della hit parade. Alla fine dell'anno è risultato essere il 14º disco più venduto in Italia.
Disco di platino 1991.

## Tracce
1. Horses - 5:02
2. Tema del soldato eterno e degli aironi (seconda voce di Andrea Mirò) - 4:29
3. Che dire di lei - 4:40
4. Lamento di un cavaliere dell'ordine di Rosacroce (Cip e Ciop) - 3:46
5. Piccolo pisello (a Ghigo) - 3:56
6. Piccole donne crescono - 4:41
7. Algeri - 4:48
8. Per amore mio (Ultimi giorni di Sancho P.) - 4:45
9. Tommy - 4:26
10. Quelli belli come noi (con Francesco Nuti) - 4:38

## Formazione
- Roberto Vecchioni – voce
- Rocco Petruzzi – basso
- Rosario Di Bella – tastiera
- Vittorio Cosma – tastiera, pianoforte
- Alberto Crucitti – programmazione
- Mauro Paoluzzi – tastiera addizionale
- Nicolò Fragile – clavinet